# Circolare di Amasya

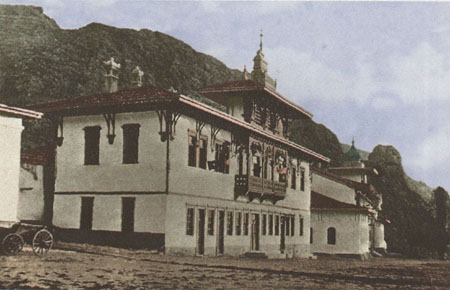
Saraydüzü Casern ad Amasya dove la Circolare di Amasya è stata preparata e telegrafata in tutta la Turchia.

La Circolare di Amasya (in turco Amasya Genelgesi o Amasya Tamimi) fu una circolare congiunta emessa il 22 giugno 1919 ad Amasya, nel Vilayet di Sivas da Fahri Yaver-i Hazret-i Şehriyari ("aiutante di campo onorario di Sua Maestà Sultan") Mirliva Mustafa Kemal Atatürk (Ispettore della Nona Armata Ispettorato), Rauf Orbay (ex Ministro della Marina), Miralay Refet Bele (Comandante del III Corpo di stanza a Sivas) e Mirliva Ali Fuat Cebesoy (Comandante del XX Corpo di stanza ad Ankara). Durante l'intera riunione, Ferik Cemal Mersinli (ispettore dell'ispettorato della seconda armata) e Mirliva Kâzım Karabekir (comandante del XV corpo di stanza a Erzurum) furono consultati tramite telegrafo.
Questa circolare è considerata il primo documento scritto che mise in moto la guerra d'indipendenza turca.
La circolare, distribuita in tutta l'Anatolia, dichiarava in pericolo l'indipendenza e l'integrità della Turchia e richiedeva che si tenesse una conferenza nazionale a Sivas (Congresso di Sivas) e, prima ancora di essa, un congresso preparatorio comprendente i rappresentanti delle province orientali dell'Anatolia da tenere a Erzurum a luglio (Congresso di Erzurum).

## Materiali
- 1. L'unità e l'indipendenza della nazione sono a grande rischio.
- 2. Il governo a Istanbul (il governo di Istanbul) non può adempiere alle responsabilità che si assume. Questa situazione fa sembrare la nostra nazione inesistente.
- 3. L'indipendenza della nazione sarà salvata dalla determinazione e dalla solidarietà della nazione.
- 4. Per prendere in considerazione la situazione della nazione e la sua condotta, è necessaria la presenza di un comitato nazionale libero da restrizioni e ispezioni per esprimere e annunciare i diritti della nazione al mondo intero.
- 5. Si è deciso che un Congresso debba essere tenuto prontamente nel luogo più sicuro dell'Anatolia in questo momento, Sivas.
- 6. A tal fine, tre delegati che hanno conquistato la fiducia del pubblico, il più rapidamente possibile, devono partire immediatamente dai sanjak delle loro province
- 7. Riconoscendo che potrebbero trovarsi di fronte a una situazione sfavorevole in questa missione, i delegati devono nascondere i loro scopi come un segreto nazionale e nascondere la loro identità quando viaggiano in luoghi in cui è necessario farlo.
- 8. Il 10 luglio si terrà a Erzurum un congresso per le province orientali. Fino a quella data se anche gli altri delegati provinciali possono recarsi a Sivas, anche i membri del Congresso di Erzurum si recheranno alla conferenza generale che si terrà a Sivas.